# Turboventilatorski motor
Turboventilatorski motor (ang. turbofan), tudi samo reaktivni motor, je vrsta reaktivnega letalskega motorja z notranjim zgorevanjem, ki se uporablja v sodobnem letalstvu. Turbofan spada v kategorijo turbinskih letalskih motorjev, deluje po istem principu kot plinske turbine.

## Delovanje
Za sestavne dele glej članek plinska turbina:
Po delovanju je podoben turboreaktivnemu motorju, le da ima nameščen velik ventilator tudi za vhodno premikanje hladnega zraka. S tako konfiguracijo zelo povečamo učinkovitost turboreaktivnega motorja.
Turboventilatorski ali (ang. TurboFan) deluje po dejanskem Braytonovem krožnem ciklu:
1. adiabtično stiskanje zraka v kompresorju, kjer se zviša tlak in temperatura,
2. zgorevanje v komori, kjer se doda gorivo, temperatura in volumen se povišata pri konstantnem tlaku,
3. adiabatična ekspanzija v turbini turbine, ki poganja kompresor in ventilator,
4. dodatna ekspanzija v konusu, kjer se poveča hitrost.

Obtočno razmerje je masa hladnega zraka / vroč zrak. Obstajata t. i.: 
- Nizkoobtočni (ang. low By-pass), razmerje 1,5-5, ki se uporabljajo za vojaška letala in so manjših dimenzij;
- Visookoobtočni (ang. high By-pass), razmerje 5-12, ki so fizično večji in ponujajo večji potisk. Slednji se uporabljajo za pogon komercialnih letal.

Hladen zrak, ki ga poganja ventilator, je bistveno manjše hitrosti kot vroč zrak v sredini. Energetsko je bolj učinkovito potiskati večje količine hladnega zraka manjše hitrosti, kot pa manjše količine vročega zraka velike hitrosti. S tem tudi občutno zmanjšamo hrup. Pri sodobnih motorjih tako hladni zrak predstavlja več 50% celotnega potiska, njegov delež se bo v prihodnosti še povečal. 
Turboventilatorski motorji delujejo najbolj učinkovito pri hitrostih 500-1000 km/h, kar je tudi področje, kjer obratuje večina komercialnih letal. Turbopropelerski motorji pa bolj učinkovito delujejo pri manjših hitrosti, do 700 km/h. Pri hitrostih 2-3 Macha pa najbolj učinkovito delujejo preprostejši turboreaktivni motorji.
Različice turboventilatorskih motorjev:
- enogredna izvedba - zelo redko Snecma M53;
- dvogredna izvedba CFM International CFM56 , General Electric CF6, GENX, GE90,Pratt & Whitney PW4000, Aviadvigatel PS-90;
- trigredna izvedba , Rolls-Royce Trent, Rolls-Royce RB211;
- turbofan z reduktorjem  Pratt & Whitney PW1000G;
- turbofan z odprtim ventilatorjem (ang. UDF UnDucted Fan), najbolj učinkovit, vendar zelo glasen in vključuja nekatera varnostna tveganja.

Turboventilatorski motorji porabljajo zelo malo olja, vsega nekaj litrov ali manj za čezoceanski polet.
Veliko vlogo pri načrtovanju letala ima tudi namestitev motorjev. Večina sodobnih letal ima nameščene motorje pod krilom. To zahteva močnejšo konstrukcijo krila in precej večji rep, ki izravnava moment v odpovedi enega motorja. Če ima letalo motorje nameščene v repu, kot npr.DC-9, CRJ, ERJ, je potrebna precej manjša repna površina kot pri npr. pri klasični podkrilni postavitvi v 737, A320 ipd.

## Obratovanje
Nazivno moč reaktivnega motorja se navaja v potisni sili (kg, funti, oziroma kN) in ne v konjskih silah kot pri batnih, turbopropelerskih in turbogrednih motorjih. Po navadi se nazivno moč podaja v pogojih mednarodne standardne atmosfere. Če ima motor nazivno moč npr. 22000 funtov oziroma 10 000 kilogramov, to pomeni največjo moč, ki jo lahko razvije med vzletom in je omejena na samo nekaj minut delovanja. Velikokrat se pri manjših vzletnih težah uporablja zmanjšan potisk (ang. Thrust Derate), s čimer podaljša življenjska doba motorja. 
Ko letalo vzleti in nabira višino se zaradi redkejšega zraka moč motorja konstantno znižuje. Velika moč je potrebna za vzlet in vzpon na potovalno višino. Ko je letalo doseglo višino npr. deset tisoč metrov je dovolj okrog 20-30% nazivne moči motorja za letenje s hitrostjo 0.82 Macha (850-900 km/h). Ko letalo porabi nekaj ton goriva, postane lažje in se dvigne na večjo višino, kjer je bolj redek zrak in manjši zračni upor.
Za približno indikacijo stanja delovanja motorja se uporablja hitrost ventilatorja motorja (oznaka N1, oziroma EPR pri Rolls Royce motorjih), vendar nam to ne pove dejanske moči. Če npr. letalo leti z 95% N1 na višini 10 kilometrov, razvija precej manj moči kot če bi letel z 95% obrati N1 na nivoju morja.
Moč motorja se tudi ne linearno povečuje z vrtljaji. Če povečamo vrtljaje motorja z npr 85% na 95% (za 10 %) se v bistvu moč poveča za precej več kot 10%.
Obstajajo tudi t. i. hot and high letališča, kot je npr. Denver International. To pomeni, da je zrak zaradi velike nadmorske višine in visoke temperature bolj redek, in motor tudi pri 100% vrtljajih ne razvija svoje nazivne moči. Zato ima letališče po navadi daljšo stezo ali pa letalo obratuje z zmanjšano vzletno težo. Če pa je situacija obratna, nizka nadmorska višina in nizko temperatura, torej gost zrak.. V tej situaciji bi motor lahko razvil večjo moč od nazivne, vendar se zaradi varnosti moč omeji na nazivno - nazivni rating. Termodinamični rating nam pove, kolikšno moč bi motor glede na atmosfero (gostoto zraka) lahko razvil. V primeru Denverja je manjši od nazivnega ratinga, lahko pa je tudi večji npr. pozimi na Achorage Aljaska.
Turboventilatorski motorji na komercialnih letal morajo razviti polno moč v 8 sekundah, kar je več kot batni motorji, kar se tiče pospeševanja. In pojav je tudi obraten, ko zmanjšamo moč, motor še nekaj sekund razvija večjo moč. Razlog je velika inercialna energija rotirajočih delov.

## Zanesljivost
Sodobni letalski motorji so zelo zanesljivi, vsega nekaj odpovedi na milijon operativnih ur, možnost odpovedi obeh motorjev hkrati so miniskulne. Sodobna dvomotorna letala, lahko letijo več ur na samo enem motorju (pravila ETOPS). Turboventilatorski so zaradi obtočnega zraka bolj zanesljivi, kot preprostejši turboreaktivni. Če delec zaide v obtočni zrak, po navadi samo obide motor brez povzročanja večje škode. Če pa zaide v sredinski (vroči del), pa so posledice lahko hude. Sodobni turboventilatorski motorji, predvsem veliki, naj bi brez težave vzdržali udarec ptice. 
Življenjska doba motorjev, predvsem velikih, za pogon širokotrupnih letal dolgega dosega, je presegla 100.000 delovnih ur, za letala krajšega dosega (1000-3000 km) pa okrog 50.000 ur. Povprečne vrednosti so sicer manjše. Zanimivo je, da število delovnih ur ni tako bistveno za življenjsko dobo, kot pa npr. število ciklov (zagonov).

## Alternativna goriva
Ravno tako kot batni motorji, lahko tudi reaktivni delujejo na več vrst goriv. Izvedli so lete z biogorivi brez kakršnihkoli tehničnih težav. Zaradi velike kurilne vrednosti so bolj primerna oljnata goriva, ki so tudi po sestavi precej podobna kerozinu, možna je tudi uporaba alkohola (etanola), vendar z manjšim doletom pri slednjem.
Rusi so uspešno testirali Tu-206 z zemeljskim plinom. Precej so povečali prostornino trupa zaradi manjše gostote zemeljskega plina in velikega volumna.
Obstajajo tudi načrti za vodikovo letalo (kurilna vrednost 140 MJ/kg, 3,5x več kot kerozin), vendar je tukaj še večji problem s hranjenjem, predvsem zaradi velike prostornine tudi pri kriogeničnih pogojih.
Na zemlji so Američani in Rusi testirali tudi reaktivni pogon, ki je imel jedrski reaktor kot vir toplote. Imel bi skoraj neomejeni dolet in trajanje poleta. Vendar je tukaj velik problem sevanja na posadko in okolico, ter problemi v primeru strmoglavljenja.

## Izboljšave v prihodnosti
V prihodnosti lahko pričakujemo naslednje glavne spremembe:
- večji pretok kompresorja in večje tlačno razmerje
- manj stopenj kompresorja, kar pomeni manjšo težo, manj vzdrževanja in nižjo ceno izdelave
- ventilator s spremenljivim krakom za bolj optimalno delovanje
- čimvečje obtočno razmerje, kar bi zmanjšalo porabo goriva in hrup
- izboljšani elektronski sistem krmiljenja FADEC, izboljšani sistem za prikaz stanja in obrabe
- manj turbinjskih stopenj, kar zmanjša težo in potrebo po hladilnem zrak iz kompresorja
- čimvečje temperature v vhodu v turbino, kar dosežemo z novimi tehnikami hlajenja in bolj odpornimi materiali
- manjša uporaba materialov kot so magnezij, aluminij in jeklo
- povečana uporaba kompozitnih materialov, niklja, kobaltovih zlitin, keramičnih materialov
- nove zgorevalne komore z zgorevanjem v stopnjah pri različnih močeh motorja
- nove tehnike gradnje, novi načini varjenja, uporaba nemetalnih matreialov

## Primeri sodobnih turboventilatorskih motorjev
- General Electric GE90 - GR90-115B najmočnejši letalski motor s 115.000 lbf (50 ton) potiska
- General Electric GEnx - Eden najmodernejših letalskih motorjev za velika letala (dvogredna izvedba)
- Rolls-Royce Trent - Družina motorjev Trent za velika letala (trigredna izvedba)
- CFM International CFM56 -  številčno najbolj uporabljan turboventilatorski motor
- Pratt & Whitney PW1000G motor s planetarnim reduktorjem za sodobna 100-200 sedežna letala
- Aviadvigatel PS-90 - ruski dvogredni motor

|                                                            | Tupoljev Tu-204 | Airbus A320  | Boeing 757-200 | Tupoljev Tu-154 |
| ---------------------------------------------------------- | --------------- | ------------ | -------------- | --------------- |
| Kapaciteta potnikov                                        | 212             | 199          | 216            | 176             |
| Maks. vzletna masa (v tonah)                               | 107,5           | 89           | 108,8          | 102             |
| Maksimalna teža tovora (v tonah)                           | 21              | 21,3         | 22,6           | 18              |
| Potovalna hitrost (km/h)                                   | 850             | 900          | 850            | 950             |
| Poraba goriva v gramih na potniški kilometer (g/potnik•km) | 19,3            | 18,5         | 23,4           | 27,5            |
| Cena (v milijonih ameriških dolarjev)                      | 35 (2007)       | 87-92 (2008) | 80 (2002)      | 15 (1997)       |